# Mezőkomárom
Mezőkomárom je obec v Maďarsku v župě Fejér v Enyingském okrese.
Obec se nachází v župě Fejér na břehu řeky Sió. Má rozlohu 2 905 ha a žije zde 955 obyvatel (2015). Oblast je vyhlášená pěstováním vinné révy. Na území obce se nacházejí zbytky osady z doby bronzové. Obcí také procházela hlavní římská silnice spojující města Sopianae a Aquincum.